# Neunhofer Forst
Neunhofer Forst – obszar wolny administracyjnie (gemeindefreies Gebiet) w Niemczech w kraju związkowym Bawaria, w rejencji Środkowa Frankonia, w regionie Industrieregion Mittelfranken, w powiecie Erlangen-Höchstadt. Obszar jest niezamieszkany.